# الولع بالحقن الشرجية

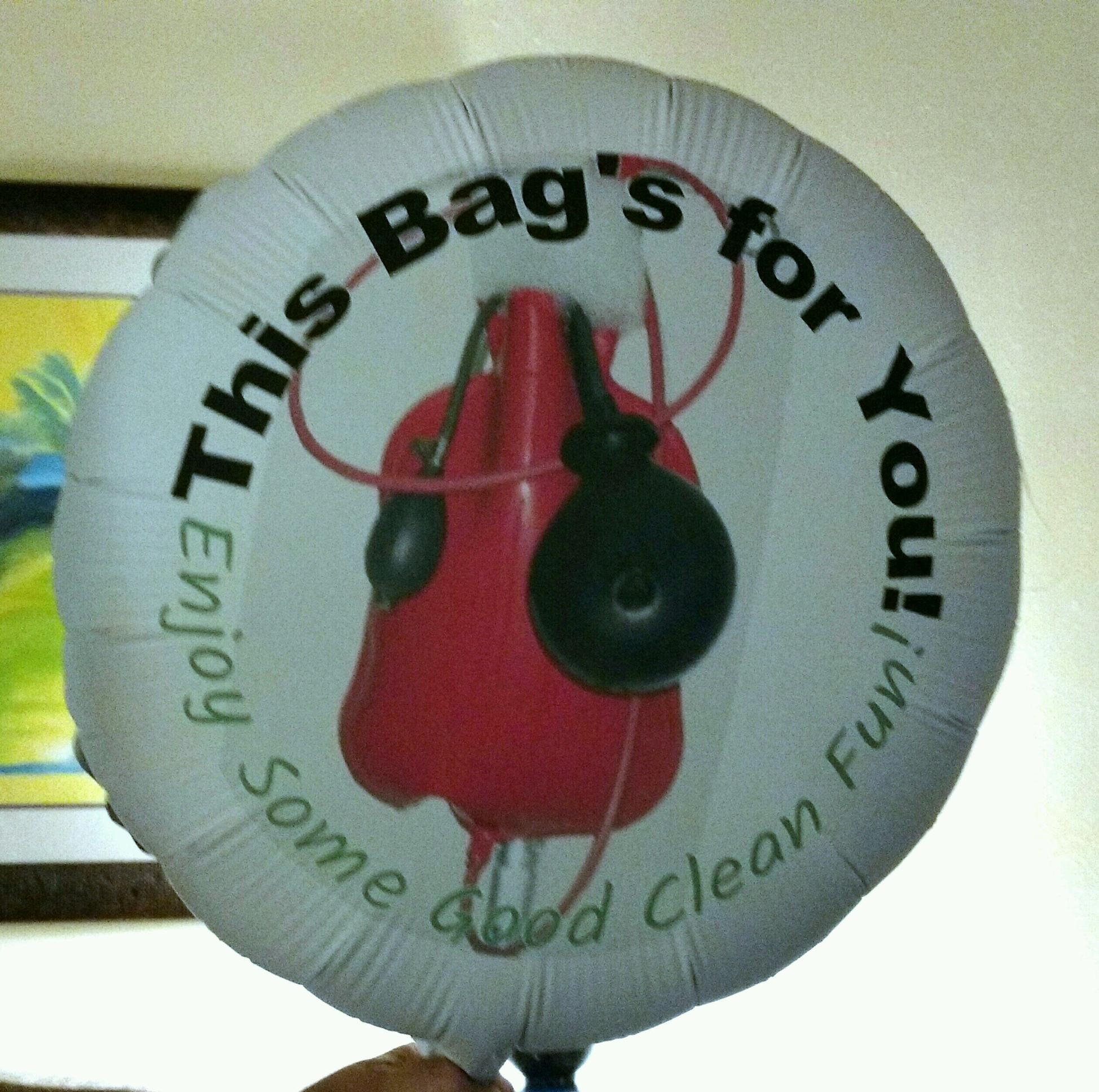

الولع بالحقن الشرجية هو شذوذ جنسي يكون فيه الشخص منجذب جنسيا إلى الحقن الشرجية وذلك بحقن سوائل في المستقيم أو الأمعاء الغليظة عبر فتحة الشرج، ومن ثم إخراج السوائل مع محتوى الأمعاء من البراز. غالبا ما يكون هذا الانجذاب مصاحبا للولع الجنسي بالبراز.